# Mücke (Adelsgeschlecht)

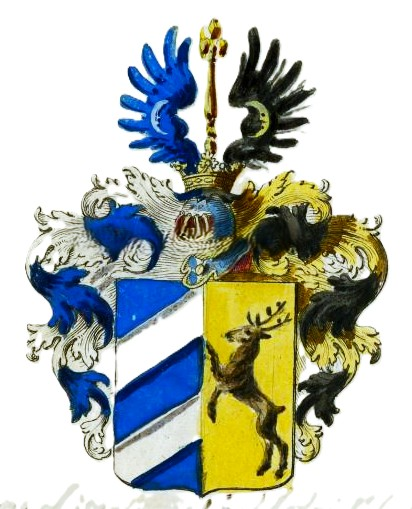
Wappen derer von Mücke (1806) im Österreichischen Staatsarchiv

Mücke ist der Name einer sächsisch-lausitzischen Familie, die 1806 von Kaiser Franz II. in den Reichsadelsstand erhoben wurde. Von 1793 bis zu ihrer Enteignung 1945 besaß sie das Rittergut Niederrennersdorf, das sie bereits seit 1767 bewohnte und bewirtschaftete. Ihre männlichen Mitglieder waren häufig einfache Offiziere oder Staatsbeamte. Besondere Bekanntheit als Kriegsheld erlangte 1915 Hellmuth von Mücke.

## Geschichte
Die Stammreihe der Familie Mücke beginnt bei Michael Mücke († vor dem 10. November 1710), Bürger und Drechsler in Eger. Sein Sohn Johann Ernst war Perückenmacher in Zittau. Am 10. November 1710 heiratete er Anna Lehmann, Tochter des Tuchmachers Johann Georg Lehmann und dessen Frau Ursula.

Von dessen Sohn Carl Siegfried wird berichtet, dass er in und außerhalb der Provinz (Lausitz) sehr bekannt war. Ab 1737 bereiste er Holland, Frankreich und England, und kehrte 1741 zurück. Er war danach Kammerdiener des Herzogs von Kurland, später auch des Oberstallmeisters Hanns Moritz von Brühl und des kursächsischen Premierministers Heinrich von Brühl.

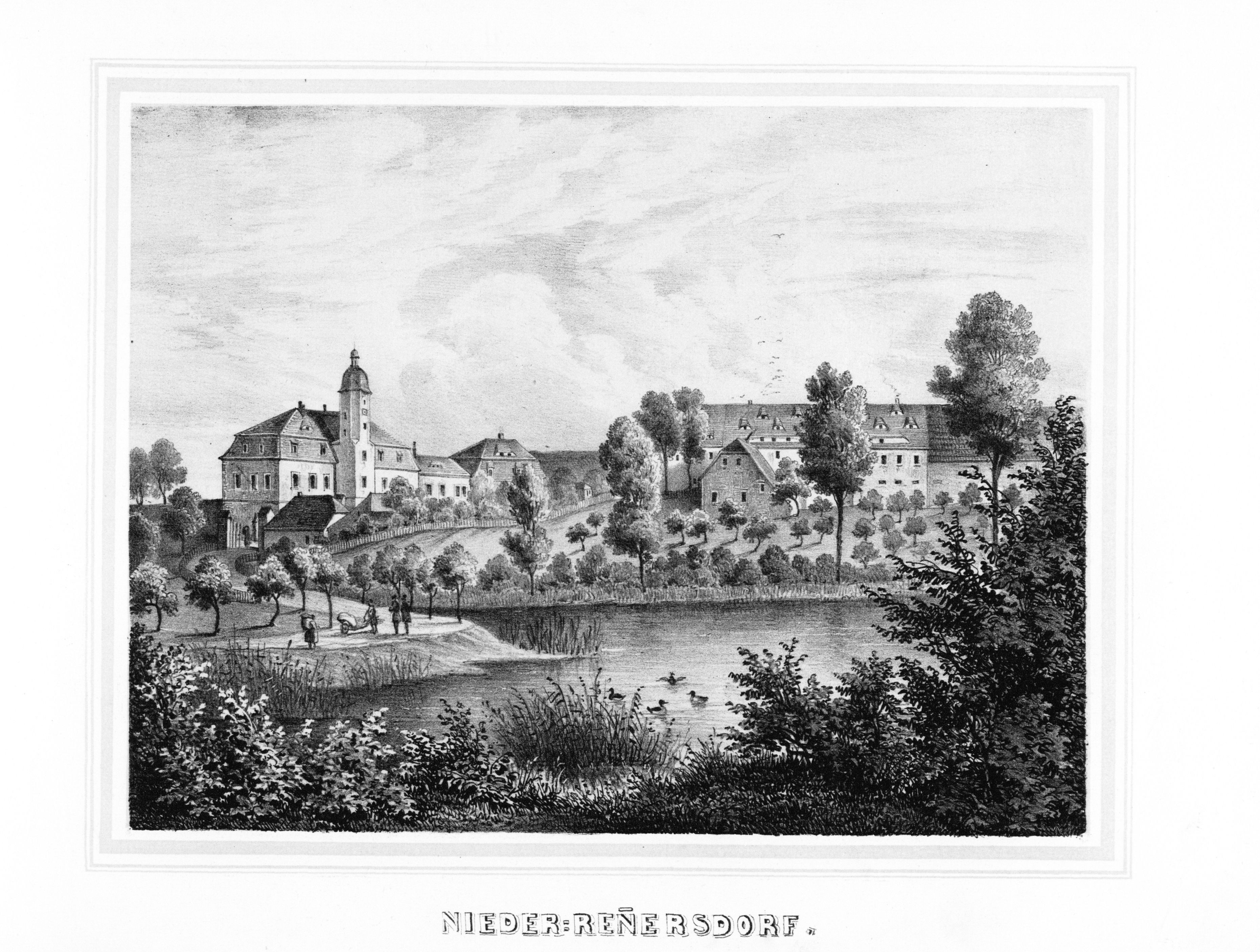
Niederrennersdorfer Schloss, 1859

Am 5. November 1742 heiratete er Christiane Friederike Nesen, Tochter des Advokaten Johann Conrad Nesen und Christiane Eleonore, geborene Just. Aus ihrer Ehe gingen zwei Söhne hervor, Karl Friedrich und Christian Siegfried. Über Karl Friedrich ist lediglich bekannt, dass er Advokat war.
Die Familie Nesen besaß seit 1718 das Lehnsgut Niederrennersdorf. Christian Siegfried Nesen erklärte es kurz vor seinem Tode 1766 zum Majorats- und Stammgut der Nesens und vererbte es seiner Nichte Christiane Friederike, verheiratete Mücke. Seit 1767 lebte die Familie Mücke auf dem Gut. Ursprünglich sollte Christiane Friederikes Bruder Christian Friedrich Nesen Majorat und Gut wieder übernehmen. Nachdem er jedoch auf die Nachfolge verzichtete und 1793 verstarb, übergab sie beides ihrem Sohn, Christian Siegfried Mücke. Von nun an sollte es bis zu ihrer Enteignung durch die Bodenreform in der sowjetischen Besatzungszone 1945 im Besitz der Familie Mücke verbleiben.
Christian Siegfried war kursächsischer und königlich-polnischer Artillerie-Leutnant. In Rennersdorf heiratete er am 26. September 1771 Auguste Maria Dorothea Keul oder Keil, Tochter des königlichen Hofbratmeisters in Dresden und der Auguste Dorothea, geborener Köber. Am 8. April 1806 wurde Christian Siegfried von Kaiser Franz II. mit Prädikat „von“ in den Reichsadelsstand erhoben. Ein Ölgemälde auf Leinwand im Niederrennersdorfer Schloss zeigt entweder Christian Siegfried oder seinen Vater Carl Siegfried. Christian Siegfried und seine Frau hatten zwölf Kinder, von denen aber acht im teilweise frühen Kindesalter starben. Ihre älteste Tochter Auguste Wilhelmine Friederike heiratete den kursächsischen Oberstleutnant Karl Samuel von Emmerich.
Majoratsherr auf Niederrennersdorf wurde ihr Bruder Gustav Adolf Maximilian. Auf ihn folgten Carl Gustav Maximilian, Sekretär der Lausitzer Predigergesellschaft zu Leipzig, später Advokat und Notar in Leipzig und Emil Gustav. Unter seinem Nachfolger Werner verlor die Familie im Zuge der Gründung der Weimarer Republik 1919 ihre Vorrechte, 1929/1930 wurde die Familienanwartschaft zwangsaufgelöst und 1945 die Familie enteignet.

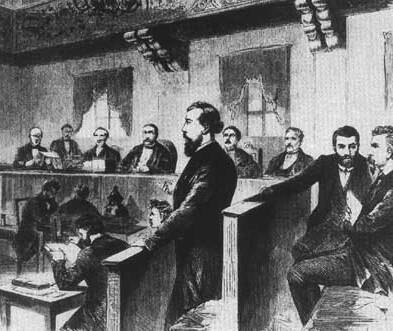
Alexander Eduard von Mücke (1815–1883) 1872 als Vorsitzender im Leipziger Hochverratsprozess mit Wilhelm Liebknecht (in der Mitte im Zeugenstand stehend), August Bebel (1.v.r.) und Adolf Hepner (2.v.r.) als Angeklagte

 Carl Gustavs Bruder Alexander Eduard von Mücke wurde Richter in der königlich-sächsischen Justiz. 1872 fand unter seinem Vorsitz als Bautzener Bezirksgerichtsdirektor der Leipziger Hochverratsprozess statt, in dem Wilhelm Liebknecht und August Bebel zu zwei Jahren Festungshaft verurteilt wurden. 1881 ging von Mücke als Oberlandesgerichtsrat in Dresden in Pension.

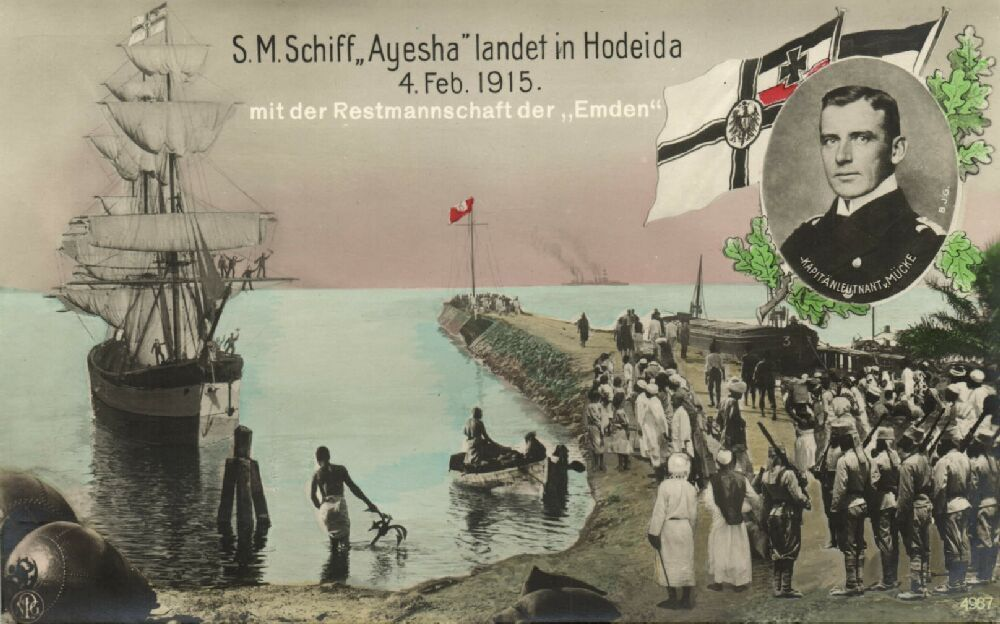
S. M. Schiff „Ayesha“ landet in Hodeida 4. Februar 1915 mit der Restmannschaft der „Emden“ – Kapitänleutnant Hellmuth von Mücke (1881–1957). Fotomontage auf zeitgenössischer Postkarte

Einer seiner Enkel war Hellmuth von Mücke, der 1915 populär wurde, als er einen Landungszug anführte, der sich von Indonesien bis Konstantinopel durchschlug. Ab 1921 aktives Mitglied der NSDAP und von 1926 bis 1927 Abgeordneter und NSDAP-Fraktionsvorsitzender im Sächsischen Landtag, verließ er die Partei 1929 wegen eines Konfliktes um Manfred von Killinger und einem Skandal um ein Bündnisangebot an die sächsische KPD und SPD. Danach wandte er sich nationalbolschewistischen Ideen zu, die ihm 1933 ein Vortrags- und Publikationsverbot einbrachten. Nach dem Ende des Zweiten Weltkriegs, setzte er sich vehement gegen die Wiederbewaffnung der Bundesrepublik Deutschland ein.
Carl Gustavs Sohn Kurt Maximilian war königlich-sächsischer Bezirksarzt und Obermedizinalrat. Von seinen Kindern war Ella Martha Jenny mit dem Oberst a. D. Otto von Knobelsdorff verheiratet und Georg Maximilian von Mücke war königlich-sächsischer Major. Sein Bruder Friedrich Gustav Walther starb als königlich-sächsischer Oberstleutnant im Kampf bei Souchez. Carl Gustav Maximilians Enkel Benno Gustav Maximilian starb als Offiziersanwärter im Grenadier-Regiment 183 im Kampf in Milerowo. 

## Stammfolge
Die Stammfolge wurde, wenn nicht ergänzend angegeben, auf Grundlage des Genealogischen Handbuchs des Adels und Walter von Boettichers Geschichte des Oberlausitzer Adels und seiner Güter erstellt.
- Michael Mücke ⚭ N. N.
  - Johann Ernst Mücke (1688; † 11. Januar 1739) ⚭ Anna Rosina Lehmann (* 5. Oktober 1688 in Zittau; † 16. Januar 1756 ebenda)
    - Christian Gottlieb Mücke (* 1711)
    - Dorothea Elisabeth Mücke (* 1713)
    - Christiana Dorothea Mücke (* 1715)
    - Sophia Elisabeth Mücke (* 1718)
    - Carl Siegfried Mücke (* 19. oder 20. März 1720 in Zittau; † 3. oder 4. Oktober 1792 in Niederrennersdorf) ⚭ Christiane Friederike Nesen[2]  (* 11. März 1723 in Zittau; † 30. Dezember 1795 in Niederrennersdorf)[1]
      - Karl Friedrich Mücke (* 15. Dezember 1749 in Dresden; † 1782 ebenda)
      - Christian Siegfried von Mücke (* 17. Dezember 1744 in Dresden; † 30. Januar 1818 in Niederrennersdorf) ⚭ Auguste Dorothea Maria Keulin (in Dresden getauft am 29. Januar 1754; † 30. April 1823 in Herrnhut)
        - Louis Friedrich Wilhelm von Mücke (1770–1771)
        - Auguste Wilhelmine Friederike von Mücke (* 12. Februar 1773 in Niederrennersdorf – 1828) ⚭ 1794 Karl Samuel von Emmerich (1747–1828), kurfürstlich-sächsischer Oberstleutnant
        - Hans Ludwig von Mücke (*/† 1774)
        - Friederike Wilhelmine von Mücke (*/† 1776)
        - Karl Friedrich August von Mücke (1777–1818), Forstakademiker, ⚭ 1804 Johanna Breyer/Breuer
        - Friedrich Wilhelm Ernst von Mücke (1778–1779)
        - Gustav Adolf Maximilian von Mücke (* 5. Juni 1780 in Niederrennersdorf; † 9. Februar 1847 ebenda) ⚭ 1808 Christiane Elisabeth Horn (1775–1822)
          - Karl Gustav Maximilian von Mücke (1809–1859), Majoratsherr auf Niederrennersdorf, Advokat und Notar in Leipzig, ⚭ 1840 Sophie Karoline Schmidt (1815–1890)
            - Johanna Augusta Kora von Mücke (1841–1900) ⚭ Wilhelm Ottobald Pescheck (1828–1883), Dr. med., Arzt
            - Emil Gustav Maximilian von Mücke (1844–1916), Majoratsherr auf Niederrennersdorf, Rechtsanwalt in Bernstadt, ⚭ 1883 Hedwig Maria Voigt (1860–1925)
              - Werner von Mücke (1885–1960), Majoratsherr auf Niederrennersdorf, Major a D., Kunstgewerbler und Kunstmaler, ⚭ 1922 in Nordhausen Margarete Hesse (1895), chemisch-technische Assistentin
                - Benno Gustav Maximilian von Mücke (* 28. Juni 1924 in Zittau; † 25. Dezember 1942 in Milerowo)
                - Horst Werner Maximilian von Mücke (* 21. Juni 1928 in Zittau), Pfarramtsverweser; ⚭ 1955 in Bielefeld Veronika Geller (* 24. April 1930)
                  - Dorothea Elisabeth von Mücke (* 19. Mai 1957 in Göppingen), Professorin für deutsche Sprache und Literatur an der Columbia University, New York,[22] ⚭ 1984 Philippe Louis Similon

                - Gisela Marie Margarethe von Mücke (* 28. August 1930 in Zittau), Graphikerin in München

              - Marka Jenny Therese von Mücke (1893–1945)

            - Kurt Maximilian von Mücke (* 29. November 1847 in Leipzig; † 27. Juli 1927 in Liegnitz), königlich-sächsischer Bezirksarzt und Obermedizinalrat, ⚭ 1878 Martha Hager (1860–1919)
              - Friedrich Maximilian Horst von Mücke (1879–1880)
              - Kurt Maximilian Benno von Mücke (1880–1884)
              - Ella Martha Jenny von Mücke (* 7. Juni 1882 in Wildenfels) ⚭ Otto von Knobelsdorff (* 23. August 1878 in Görlitz; † 16. Mai 1948 in Kempten (Allgäu)), Oberst a. D.
              - Georg Maximilian von Mücke (* 8. August 1884 in Treuen; † 20. Februar 1924 in Dresden), königlich-sächsischer Major a. D., ⚭ 1910 Bertha Baronesse von Düsterlohe (1855–1926)
                - Renate Bertha von Mücke (* 18. August 1911 in Dresden), katholisch ab 1925, Sozialpflegerin; Autorin von Rachel und die Fremde: Ein weihnachtliches Spiel, Leipzig 1957, und Die Heimkehr: Ein weihnachtliches Spiel in 2 Bildern, Leipzig 1958.

              - Friedrich Gustav Walther von Mücke (* 6. Mai 1886 in Marienberg; † 23. September 1915)[23]

            - Anna Elise Jenny von Mücke (* 13. Oktober 1851 in Niederrennersdorf; † 29. Juni 1876 in Teplitz, Böhmen)

          - Wilhelmine Mathilde von Mücke (1811–1883) ⚭ Moritz Hieronymus Balthasar von Knobelsdorff (1803–1869)
          - Alexander Eduard von Mücke (* 29. April 1815 in Niederrennersdorf; † 10. Oktober 1883 in Dresden) ⚭ Anna Edle von Querfurth (1822–1887),[24]
            - Kurt Benno von Mücke (* 23. Januar 1848 in Bautzen; † 9. Januar 1929 in Leipzig), königlich-sächsischer Oberstleutnant a. D.
            - Anna Elise von Mücke (* 8. Juli 1849 in Bautzen; † 14. Juli 1850 in Bautzen)
            - Kurt Alexander von Mücke (* 3. Juni 1851 in Bautzen; † 24. Dezember 1886 in Halle), königlich-sächsischer Hauptmann und Rechtsritter des Johanniterordens, ⚭ Louise Charlotte Frieda Alberti (1854–1940), sie als Witwe ⚭ II. 1890 Hans Maximilian von Mücke (1852–1917), Bruder des ersten Ehegatten
              - Kurt Heinrich Alexander Karl (* 4. März 1880), „Dr.-Ing.“ und königlich-preußischer Rittmeister.
              - Hellmuth von Mücke, Postkarte zwischen 1914 und 1918 Hellmuth von Mücke (1881–1957) ⚭ 1915 Carla Finke (geboren als Carry Hammeraas)[25] (1894–1967)[26]
                - Kurt Hellmuth Karl von Mücke (1918–1943), Unteroffizier
                - Ursula von Mücke (1920–1936)
                - Ortrud von Mücke (* 1922)
                - Helga von Mücke (* 1925)
                - Dirk von Mücke (* 1930) ⚭ Renate[27]
                - Björn von Mücke (* 1938)
                  - Tela von Mücke[28]

              - Friedrich Siegfried Kurt Alexander von Mücke (* 24. Januar 1883 in Zwickau; † 27. März 1951 in München), königlich-preußischer Rittmeister

            - Hans Maximilian von Mücke (* 23. Dezember 1852 in Bautzen; † 29. Dezember 1917 in Kiel), ehemaliger Finanzrat bei der Generaldirektion der Königlich Sächsischen Staatseisenbahnen, ⚭ Louise Charlotte Frieda Alberti (1854–1940), Witwe seines Bruders Kurt Alexander von Mücke (1851–1886)
            - Karl Holm von Mücke (* 27. Juni 1854 in Löbau; † 26. Dezember 1914 in Dresden), königlich-sächsischer Major

        - Hans Moritz Ferdinand Mücke (*/† 1781)
        - Ernst Ludwig Wilhelm Mücke (1782–1784)
        - Ludwig Wilhelm Adolf Mücke (*/† 1785)
        - Charlotte Luise Henriette von Mücke (* 1786; † nach 1843)
        - Theresia Eleonore von Mücke (* 1793; † 15. Mai 1808)

## Wappen
Das Wappen derer von Mücke der Adelserhebung von 1806 ist wie folgt blasoniert: Von Blau und Gold gespalten. Vorne zwei schräglinke silberne Balken, hinten ein aufgerichteter Hirsch. Auf dem gekrönten Helm mit rechts blau-silbernen und links schwarz-goldenen Helmdecken ein goldenes Zepter zwischen einem offenen Flug, die Flügel rechts blau, links schwarz, jeweils belegt mit einem nach innen gerichteten gesichteten Halbmond, rechts silbern, links golden.

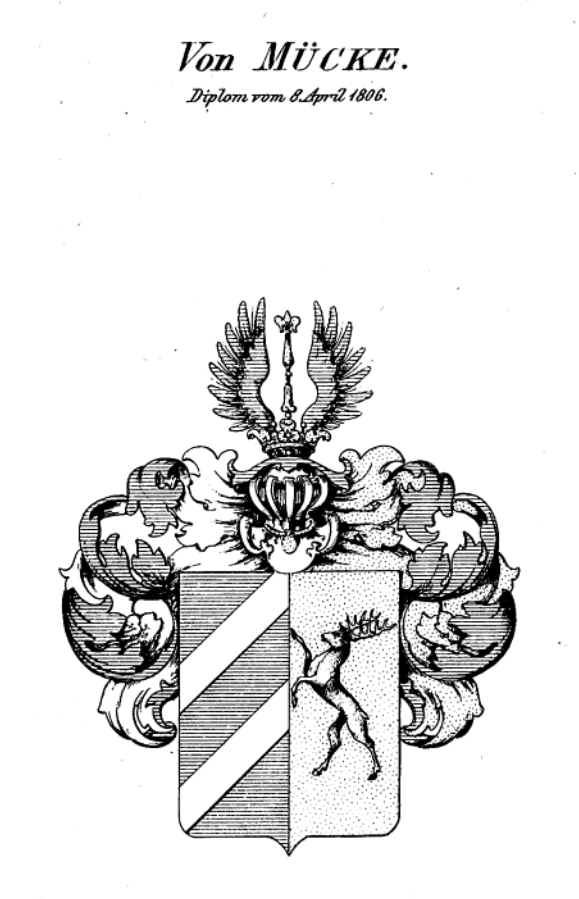
Wappen derer von Mücke (1806) im Wappenbuch der Königlichen, Großherzoglichen und Herzoglich Sächsischen Staaten, 1858
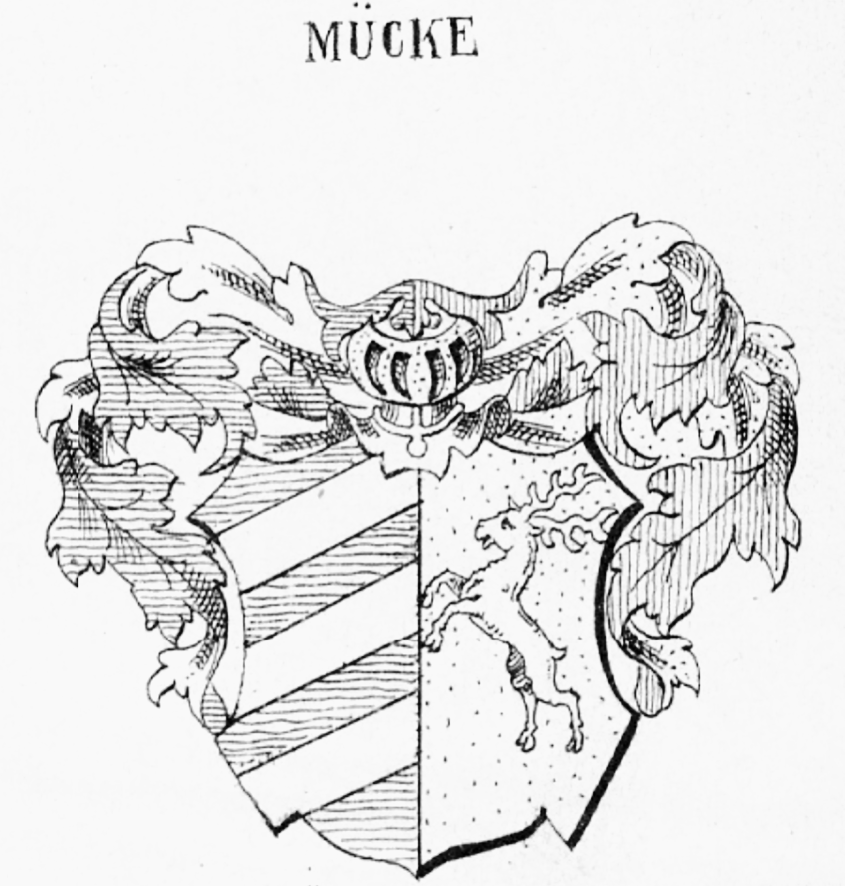
Wappen derer von Mücke in Siebmachers Wappenbuch, 1878
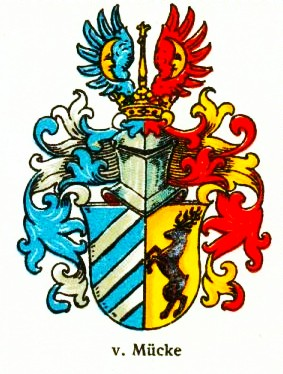
Wappen derer von Mücke in „Wappensammlung auf Marken“, Nr. 2839 (1920)
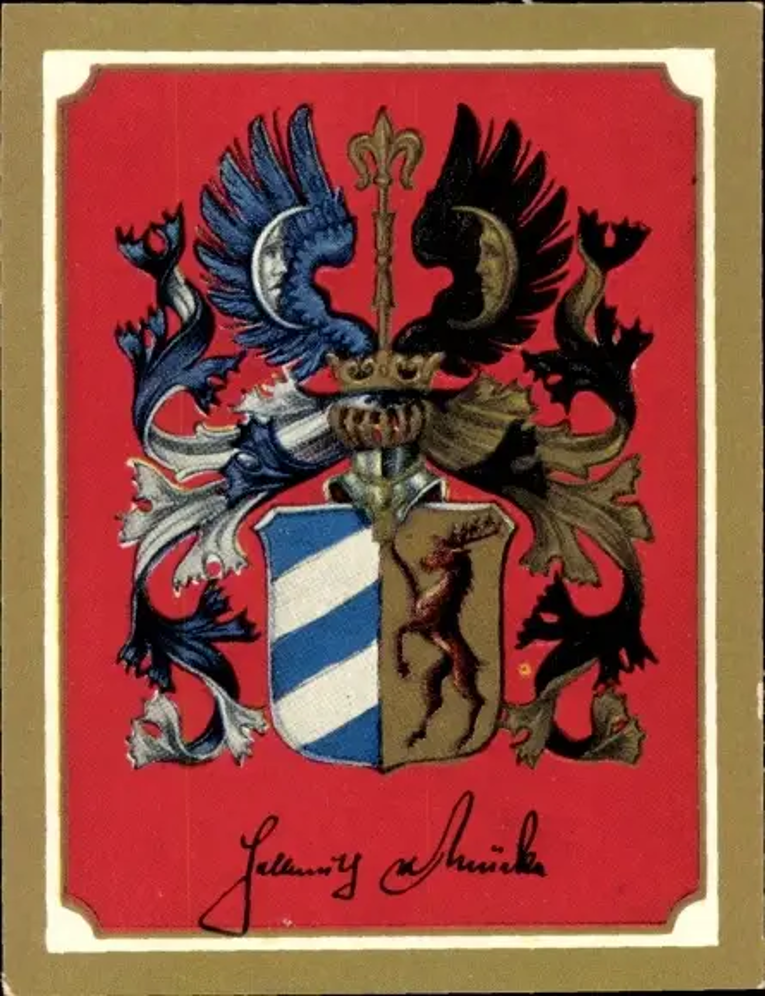
Sammelbild Ruhmreiche deutsche Wappen Nr. 154: »Helmuth von Mücke, * 1885 – Erster Offizier des Kreuzers „Emden“« (1933)

Dem im Österreichischen Staatsarchiv aufbewahrten Adelsdiplom zufolge, entsprechend auch bei Walter von Boetticher und im Genealogischen Handbuch des Adels, sind vorne zwei Schrägbalken dargestellt. Kneschke, Ledebur, Hefner und Mülverstedt sprechen dagegen fälschlicherweise von drei Schrägbalken. In einigen Darstellungen des Wappens (Tyroff, Kneschke und Siebmachers Wappenbuch) fehlt das Kleinod oder Teile davon. Einzelnen Heraldikern zufolge sollen sowohl im Wappen der Nesen als auch im Kleinod derer von Mücke nicht Halbmonde, sondern halbe Sonnen dargestellt sein.
Die Wappenbilder auf dem Helm (die Helmzier) sind, anlässlich der Verwandtschaft der geadelten Linie der Familie Mücke mit den Nesens, dem Nesen’schen Wappen entnommen.
Das Familienwappen wurde als das Wappen Hellmuth von Mücke in den 1930er Jahren in das Wappensammelalbum „Von Friedrich dem Großen bis Hindenburg – 255 ruhmreiche deutsche Wappen“ der Garbáty Cigarettenfabrik aufgenommen.